# To Hate

To Hate je bila slovenska melodična death metal skupina iz Ceršaka.

## Zgodovina
Skupina je bila ustanovljena poletja 2007, ko sta se Jure Vandur in Marko Strnad odločila, da naredita melodični death metal band z imenom To Hate, katerega sedež je vas Ceršak. Prav iz tega razloga sta na drugi strani Oliver Čepek in Sašo Corso zapustila atmosferično black metal skupino Mor Zaboth in se pridružila k njima. Oliver, Marko in Jure so skupaj igrali že pred leti, vendar le za hobi in druženja ob pivu. Njihove poti so se križale, ko je Jure postal resen član skupine Sabaium, Oliver pa skupine Mor Zaboth. Očitno pa je neka Ceršaška sila bila premočna in po letu dni so bili spet združeni in polni inspiracij za ustvarjanja.
Skupina To Hate je le v nekaj mesecih naredila štiri svoje pesmi in jih za njihov MySpace posnela v Studiu Ultra. Sledili so štirje koncerti, ki so jih odigrali v mestih Maribor in Ljubljana. Planiranih je bilo več koncertov, vendar so jih zaradi resnejše bolezni kitarista Marka bili prisiljeni odpovedati.
Na vrsto je prišlo poglavje, ko so se fantje odločili, da v njihovih prostorih naredijo material za njihov prvi album. Razlogi za to so bili: želja po novih pesmih, naveličanje igranja priredb, ter želeli so prikazati pravo podobo skupine To Hate. Oktobra 2008, so bile pesmi končane in fantej so bili pripravljeni za studio. Bobne so posneli v 5th Season Studiu, ostale inštrumente ter vokale pa v Hansel Studiu. Mastering in miks je naredil Matic Mlakar. Album imenovan Different Faces je tako doživel svojo rojstvo 25.4.2009 v Mariboru – KLUB MC. Different Faces vsebuje 12 pesmi (Beginning To Hate, Break A Spell, Key To The Suicide Area, Programme Zero, Step Of Truth; edina pesem ki so jo prenesli na album iz njihovega demota, Silence Implies Consent, Panic Disorder, Zirberck1329, Useless Device, Black Hole Of Miracles, Burn Down With My Existence in Micron). Naslovnico, celotno knjižico in logo je poslikala Sanja Pocrnjić.

## Zasedba
- Jure Vandur - vokal, kitara (2007–2011)
- Marko Strnad - kitara (2007–2011)
- Oliver Čepek - bas kitara (2007–2011)
- Sašo Corso - bobni (2007–2011)

## Diskografija
- Demo
- Different Faces (2009) Album

## Seznam koncertov
- 27.12.2007 Dvorana Gustaf Maribor (Human Hostbody, A Flower Kollapsed)

- 9.2.2008 Klub Mc Maribor (Burning Legion)

- 28.2.2008 Ch0 Ljubljana (Thraw, Batina, Obduction)

- 24.3.2008 Ortobar Ljubljana (Infidia)

- 25.4.2009 Klub Mc Maribor, Different Faces night (Perishing Mankind)

- 25.7.2009 Sugar Hill 3 Festival Sladki Vrh

- 26.9.2009 Railroad Showdown Šentilj

- 15.10.2009 Rock Cafe Postojna (Just Swallow)

- 21.11.2009 Sl.Konjice Patriot (Conan´s first date)

- 5.12.2009 Izola KIŠD (Woli Wo, Lintver)

- 10.12.2009 Ljubljana KUD France Prešeren (Sweet Sorrow, Sagaris)

- 10.3.2010 - Ljubljana Orto Bar RockIzziv polfinale (FluFlu, Liquf, Momento)

- 13.3.2010 - Maribor Klub Mc (Superbutt)

- 18.3.2010 - Ljubljana Tovarna Rog (Sweet Sorrow, Nukleus, Armaroth, Pesadilla)

- 27.3.2010 - Ptuj CID (Cadaveres (HUN), Voice Of Violence)

- 2.4.2010 - Maribor ŠTUK (Voice Of Violence, Infidia, I Vs. I, Frame, Battle X, Falling for Unreal, Shanti Nilaya)

- 10.4.2010 - Maribor Klub Mc - predizbor Rock Otočec (Skullcrush, Dot, Dogies)

- 17.4.2010 - Graz Orpheum (AUT) (Broken Ego, Toxic Salvation, Self Justice, Annadefka, Sway, The Showbox, Redneck Radio, Negative Two, 5 days before, Sayaswop, Heretic)

- 11.5.2010 Ljubljana Kino Šiška (Inmate, Necrotic ...)

- 11.6.2010 Murska Sobota - Mikk (Infidia, Carnivorous Cunt)

- 1.7.2010 - Maribor - Festival Lent (Mladinin Oder)

- 6-7.8.2010 Izola - Haliaetum Open Air (Dekadent, Dickless Tracy ...)

- 3-4.9.2010 Zagorje - Festival Metal Kramp (Aperion, Infidia ...)